# 蒙特加尔达
蒙特加尔达（義大利語：Montegalda），是意大利威尼托大区维琴察省的一个市镇。总面积17平方公里，人口3391人，人口密度199.5人/平方公里（2009年）。国家统计（ISTAT）代码为024064。